# 대한민국 민법 제1059조
대한민국 민법 제1059조는 국가귀속재산에 대한 변제청구의 금지에 대한 대한민국 민법 조문이다.

## 조문
제1059조 (국가귀속재산에 대한 변제청구의 금지)전조제1항의 경우에는 상속재산으로 변제를 받지 못한 상속채권자나 유증을 받은 자가 있는 때에도 국가에 대하여 그 변제를 청구하지 못한다.